# Guilherme Mendes
Guilherme Mendes Godoy (nascido em Rio Claro, São Paulo, em 1988) é um tetracampeão mundial de Jiu-jitsu brasileiro (BJJ) na faixa preta. Junto com seu irmão  Rafael Mendes, Guilherme é faixa preta de terceiro grau sob a tutela de Ramon Lemos e competidor pela equipe Art of Jiu Jitsu. Considerado um dos melhores lutadores da categoria peso pluma (64 kg) da história do esporte, ele foi o primeiro membro da equipe Atos a conquistar uma medalha de ouro no Campeonato Mundial da (IBJJF) em 2009. É também cofundador da Art of Jiu-Jitsu [en] ao lado de seu irmão Rafael.

## Biografia
Guilherme nasceu em Rio Claro, Brasil. Junto com seu irmão Rafael Mendes, começou a treinar jiu-jitsu em 2001, por influência de um primo mais velho, Thiago Mendes, que na época era faixa roxa sob a orientação de Leonardo Santos. Após apenas alguns meses de treinamento, Thiago reconheceu o grande potencial dos dois irmãos e os levou para treinar com Ramon Lemos e Leonardo Santos na academia matriz da equipe, onde foram moldados como atletas. Apelidado de "Gui", Guilherme é uma das principais figuras da equipe Atos Jiu Jitsu, sendo também um dos melhores competidores na categoria "peso pluma" (64,00 kg) da história do esporte. Durante sua infância, os pais dos irmãos Mendes se separaram, e Ramon Lemos tornou-se uma figura paterna, ensinando não apenas técnicas de jiu-jitsu, mas também valores morais que influenciaram o caráter dos irmãos. Guilherme destacou-se nas faixas coloridas, conquistando títulos mundiais da IBJJF nas categorias faixa azul, roxa e marrom, além de dominar o Campeonato Brasileiro de Jiu-Jitsu em todos os níveis de faixa. Ele recebeu a faixa preta em outubro de 2008, concedida por Ramon Lemos, e rapidamente se estabeleceu como um dos principais competidores na divisão de faixa preta. Em 2009, tornou-se o primeiro atleta da Atos a vencer o Campeonato Mundial da IBJJF, derrotando Samuel Braga na final por vantagens.

## Carreira Competitiva
A carreira competitiva de Guilherme Mendes é marcada por conquistas impressionantes na categoria peso pluma. Ele venceu o Campeonato Mundial da IBJJF em 2009, 2011, 2012 e 2014, solidificando sua posição como um dos maiores nomes da história do jiu-jitsu. Em 2011, Guilherme demonstrou domínio técnico ao submeter Milton Carlos e Laercio Fernandes, derrotando Samuel Braga nas semifinais e Ary Farias na final para conquistar seu segundo título mundial. Em 2014, enfrentou Paulo Miyao na final do Mundial, garantindo sua quarta medalha de ouro, o que o qualificou para o Hall da Fama da IBJJF.
Além dos títulos mundiais, Guilherme conquistou o Pan-Americano da IBJJF e o Campeonato Brasileiro de Jiu-Jitsu (CBJJ), consolidando sua dominância nas faixas coloridas e na faixa preta. Ele também competiu em eventos de alto nível, como o Abu Dhabi World Pro, onde alcançou as quartas de final, e o Campeonato Pan-Americano, onde chegou às semifinais em seu primeiro ano como faixa preta.
Em maio de 2015, aos 26 anos, Guilherme anunciou sua aposentadoria das competições profissionais de jiu-jitsu para se dedicar ao ensino e à família. Sua decisão veio após conquistar o quarto título mundial, um marco que o qualificou para o Hall da Fama da IBJJF, no qual foi oficialmente introduzido em 2022. Durante sua carreira, ele foi reconhecido por sua abordagem técnica e estratégica, especialmente no uso de posições como o berimbolo, que ele e seu irmão Rafael popularizaram no jiu-jitsu moderno.

## Academia Art of Jiu Jitsu
Após ministrar diversos seminários, os irmãos Mendes decidiram criar uma escola tradicional de jiu-jitsu com seus próprios alunos. Em julho de 2012, com o apoio de seu patrocinador de longa data e fundador da RVCA [en], Pat Tenore, Guilherme e Rafael Mendes inauguraram a  Art of Jiu Jitsu em Costa Mesa, Califórnia. A academia, inicialmente afiliada à Atos Jiu-Jitsu, tornou-se independente em fevereiro de 2020, competindo sob o nome Art of Jiu Jitsu.
A Art of Jiu Jitsu é reconhecida por seu programa infantil de elite, que formou atletas como Jessa Khan [en], a primeira faixa preta promovida pelo programa infantil da academia, em outubro de 2020, aos 18 anos. No mesmo mês, Tainan Dalpra também foi promovido a faixa preta, vencendo o Campeonato Mundial da IBJJF em 2021. Outros atletas notáveis formados pela academia incluem Johnatha Alves e os irmãos Tye e Kade Ruotolo, que treinaram na AOJ durante a infância.
A academia implementou um modelo inovador, inspirado em programas esportivos consolidados, com um currículo estruturado que guia os alunos desde o nível iniciante até o competitivo de elite. Em 2015, os irmãos Mendes criaram a bolsa de treinamento "Believe & Achieve", oferecendo suporte financeiro, moradia e treinamento para jovens atletas promissores, como Caio Antonini, Johnatha Alves e Tainan Dalpra. Esse programa contribuiu para a formação de campeões mundiais e reforçou a reputação da AOJ como uma das academias mais influentes do jiu-jitsu.
Guilherme, como professor-chefe, é elogiado por sua habilidade em planejar estratégias para seus atletas, comparado a grandes nomes como John Danaher no jiu-jitsu sem quimono. Sua dedicação ao ensino resultou na criação de uma equipe dominante, com atletas como Tainan Dalpra, Cole Abate e Zach Kaina conquistando títulos em diversas categorias. A Art of Jiu Jitsu também é reconhecida como uma das academias mais bonitas e bem-sucedidas dos Estados Unidos, revolucionando o modelo de academias de jiu-jitsu com foco na formação de campeões e na sustentabilidade financeira dos atletas.

## Legado
Guilherme Mendes é amplamente respeitado por sua contribuição para o jiu-jitsu, tanto como competidor quanto como treinador. Sua aposentadoria precoce aos 26 anos não diminuiu seu impacto no esporte, pois ele continuou a influenciar o jiu-jitsu moderno por meio da Art of Jiu Jitsu. Junto com Rafael, ele popularizou técnicas como o berimbolo, que se tornaram fundamentais no jogo competitivo da categoria peso pena. Além disso, sua visão de criar oportunidades financeiras para atletas, combinando conquistas esportivas com carreiras sustentáveis, tem sido destacada como um modelo para o futuro do jiu-jitsu profissional.

## Ver Também
- Tainan Dalpra
- Gabi Pessanha
- Megaton Dias
- Carlos Lemos Júnior
- Carlos Gracie Jr.
- Luiza Monteiro
- Tayane Porfírio
- Gezary Matuda
- Laurence Cousin
- Andresa Correa

## Links Externos
«Página oficial»
Art of Jiu Jitsu Academy official website